# Ithomia theuda
Ithomia theuda är en fjärilsart som beskrevs av William Chapman Hewitson 1872. Ithomia theuda ingår i släktet Ithomia och familjen praktfjärilar. Inga underarter finns listade i Catalogue of Life.